# Ота Ґюїчі

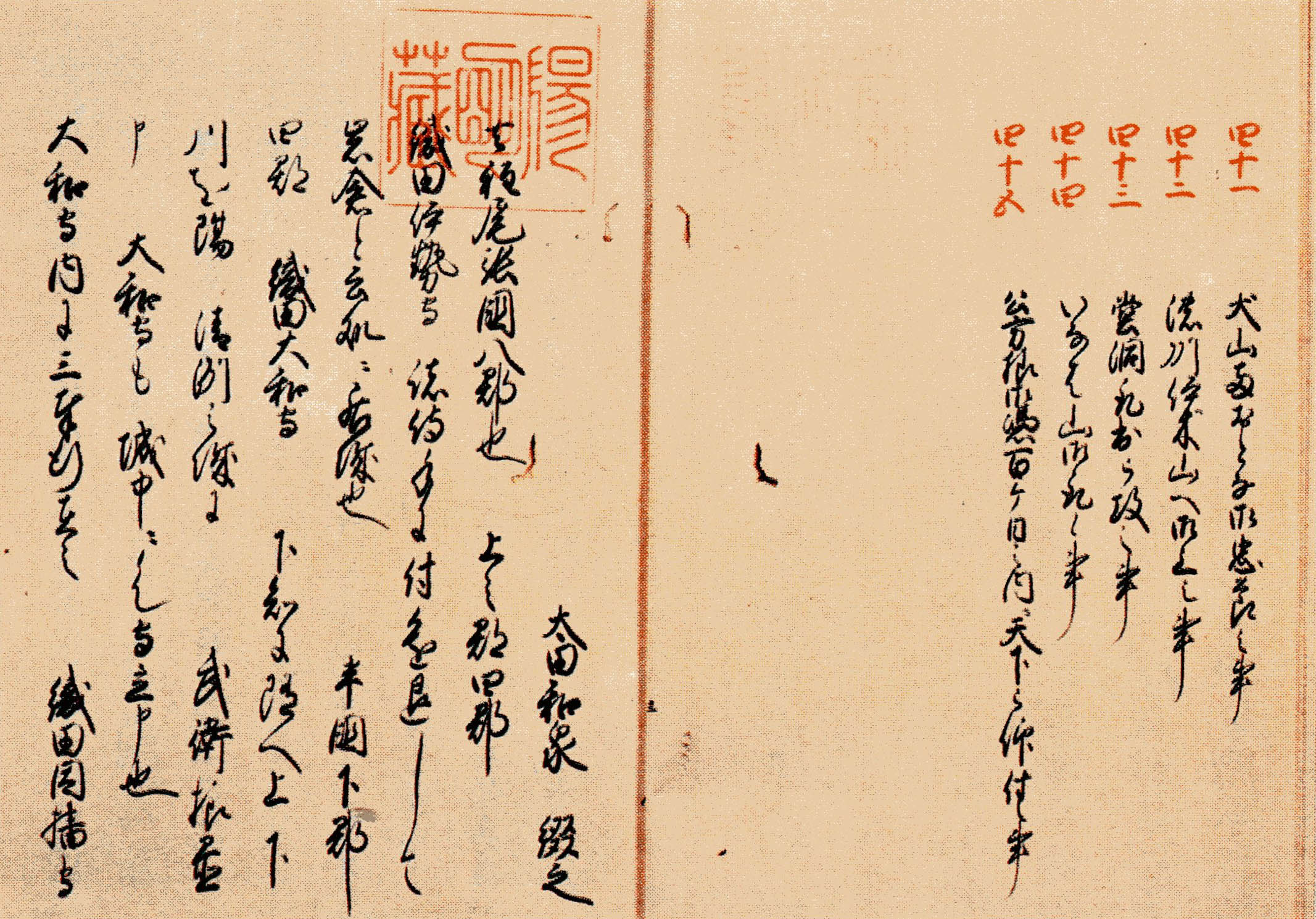
Текст хроніки Ґюїчі.

О́та Ґюї́чі (яп. 太田牛一, 1572–1613) — японський військовий і політичний діяч, історик, літератор. 
Народився в Оварі. Служив охоронцем-лучником Оди Нобунаґи. За бойові заслуги став гвардійцем. Після 1568 року підвищений до адміністратора. Склав цінне джерело з історії й культури Японії «Записи про князя Нобунаґу». Після загибелі господаря в 1582 році служив його наступникові Тойотомі Хідейоші. Упорядкував ряд хронік, присвячених возвеличуванню Хідейоші. Прізвисько — Ґюїчі. Титулярне ім'я — Ідзумі-но-камі.